# Neanthes helenae
Neanthes helenae är en ringmaskart som beskrevs av Johan Gustaf Hjalmar Kinberg 1866. Neanthes helenae ingår i släktet Neanthes och familjen Nereididae. Inga underarter finns listade i Catalogue of Life.